# There She Goes (canção de The La's)
"There She Goes" é uma canção da banda britânica The La's, composta pelo vocalista Lee Mavers. Chegou ao número treze na parada de singles do Reino Unido quando de seu relançamento em 1990.
Em 2007, a revista NME a colocou em sua lista dos 50 maiores hinos indie de todos os tempos. Antecedendo o britpop em quatro anos, o álbum homônimo da banda foi eleito um dos quarenta maiores one-hit wonders pela revista Rolling Stone, com a publicação comentando: "seja sobre heroína ou apenas amor não correspondido, o single "There She Goes" dos La's, de sua estreia autointitulada, perdurou como uma peça fundadora no surgimento do britpop". Ficou na 22ª colocação na lista das 500 maiores canções de todos os tempos da NME.

## Créditos
The La's
- Lee Mavers – vocal, vocal de apoio e violão
- John Power – baixo e vocal de apoio
- John "Boo" Byrne – guitarra elétrica
- Chris Sharrock – bateria e pandeiro

Produção
- Bob Andrews – produtor
- Dave Charles – engenheiro
- Jeremy Allom – engenheiro, produtor (em "All by Myself")
- Mike Haas – engenheiro (em "All by Myself")
- Steve Lillywhite – produtor, mixagem (em "Freedom Song"), remixagem (em "There She Goes" versão 1990)
- Mark Wallis – produtor adicional, engenheiro (em "Freedom Song")

Outros
- Ryan Art – design

## Posição nas paradas musicais
| Parada (1988–1989)             | Melhor posição |
| ------------------------------ | -------------- |
| Reino Unido (UK Singles Chart) | 59             |

| Parada (1990–1991)                             | Melhor posição |
| ---------------------------------------------- | -------------- |
| Bélgica (Ultratop 50 de Flandres)              | 40             |
| Europa (Eurochart Hot 100)                     | 46             |
| Irlanda (IRMA)                                 | 18             |
| Países Baixos (Single Top 100)                 | 57             |
| Reino Unido (UK Singles Chart)                 | 13             |
| Estados Unidos (Billboard Hot 100)             | 49             |
| Estados Unidos (Billboard Alternative Airplay) | 2              |

| Parada (1999)                    | Melhor posição |
| -------------------------------- | -------------- |
| Escócia (Scottish Singles Chart) | 62             |
| Reino Unido (UK Singles Chart)   | 65             |

| Parada (2012)                    | Melhor posição |
| -------------------------------- | -------------- |
| Escócia (Scottish Singles Chart) | 72             |
| Reino Unido (UK Singles Chart)   | 92             |